# 數位相機品牌列表
數位相機製造商品牌列表，以能夠提供一般消費需求等級之影像成果的品牌為主。可以照數位相片的手機、Webcam、攝像機等等的製造商不一定會列入。

## 市場上的著名製造商品牌
- 哈蘇
- 莱卡
- Phase One
- 海鷗
- DJI
- Insta360
- aigo
- 明基
- 佳能
  - PowerShot
  - EOS Digital
（EOS加上數字加上D）
  - Digital IXUS
（IXY DIGITAL日本，至於北美則合併到PowerShot之下）
- 愛普生
PhotoPC
- 富士軟片
  - FinePix

已不使用：MX-系列、DS-系列。
- 玛米亚
- 尼康
  - Coolpix
  - D-系列（D加上數字）。
- 奧林巴斯
  - Camedia
  - μ
（Mju:／Stylus北美，有時候會加上Digital以便與類似型號的傳統相機區分）
  - E系統
（Evolt北美，為Four Thirds規格）
  - i:robe
（IR-系列）

其他：FE-系列、SP-系列……
- Panasonic
  - Lumix
- 賓得士
  - Optio
  - *ist D、K-系列

已不使用：EI-系列。
- 理光
  - Caplio

其他：RDC-系列。

- 其他：VPC-系列（DSC日本）、IDshot。
NV-系列。
- 適馬
- 索尼
  - Cyber-Shot
  - α
- 三星
- 宝丽来
- HP
Photosmart
- 柯達
DC-系列，LS-系列，DX-系列
已不使用：Mavica

## 退出市場的著名製造商與品牌
- Agfa，ePhoto。
- Contax
- 祿萊
- JVC，GC-系列。
- 柯尼卡美能達，Dynax D歐洲（Maxxum D美洲／α Digital日本）2006年退出。
  - 柯尼卡，Digital Revio。2003年與美能達合併。
  - 美能達，DiMAGE。
- 京瓷，FineCam。2006年退出。
- 普立爾
- 东芝，PDR-系列、Sora、Allegretto。
- 宏碁
- 卡西歐
  - Exilim

其他：QV-系列、GV-系列